# Cophura vanduzeei
Cophura vanduzeei är en tvåvingeart som beskrevs av Wilcox 1965. Cophura vanduzeei ingår i släktet Cophura och familjen rovflugor.
Artens utbredningsområde är Kalifornien. Inga underarter finns listade i Catalogue of Life.